# Stemmefrekvens
| Navn (engelsk) | Frekvensinterval (Hz) |
| -------------- | --------------------- |
| Narrowband     | 300 - 3.400           |
| Wideband       | 50 - 7.000            |
| Superwideband  | 50 - 14.000           |
| Fullband       | 20 - 20.000           |

En stemmefrekvens (VF forkortet fra engelsk voice frequency) eller stemme frekvensbånd er intervallet af audiofrekvenser, som man har valgt at anvende ved transmission af tale.

## Frekvensbånd
Indenfor telefoni anvendes stemme frekvensintervallet fra omtrent 300 til 3400 Hz (kaldet Narrowband). Båndbredden som allokeres til en enkelt stemmekanal er typisk 4 kHz, inklusive guard band hvilket betyder, at en samplingfrekvens på 8 kHz kan anvendes som basis for Pulse Code Modulation-systemer som anvender digital PSTN. Grundet Nyquist–Shannon sampling-sætningen, skal samplingfrekvensen (8 kHz) være mindst dobbelt så høj som den højeste frekvens som kan formidles (4 kHz).
Indenfor radiofoni anvender enkelt-sidebåndsmodulation typisk en endnu smallere formidlet frekvensbånd; fx 300 til 2300 Hz - til - 300 til 3000 Hz.

## Fundamental stemmefrekvens
Tale af en typisk voksen mand har en grundfrekvens fra 85 til 180 Hz - og en typisk voksen kvinde har en grundfrekvens fra 165 til 255 Hz. Derfor falder menneskers grundfrekvenser under bunden af stemme frekvensbåndet Narrowband defineret ovenfor. Men menneskets høresans kan sagtens ud fra overtonerne mentalt genskabe opfattelsen af grundtonen (og afkode det talte).